# Educa Borrás

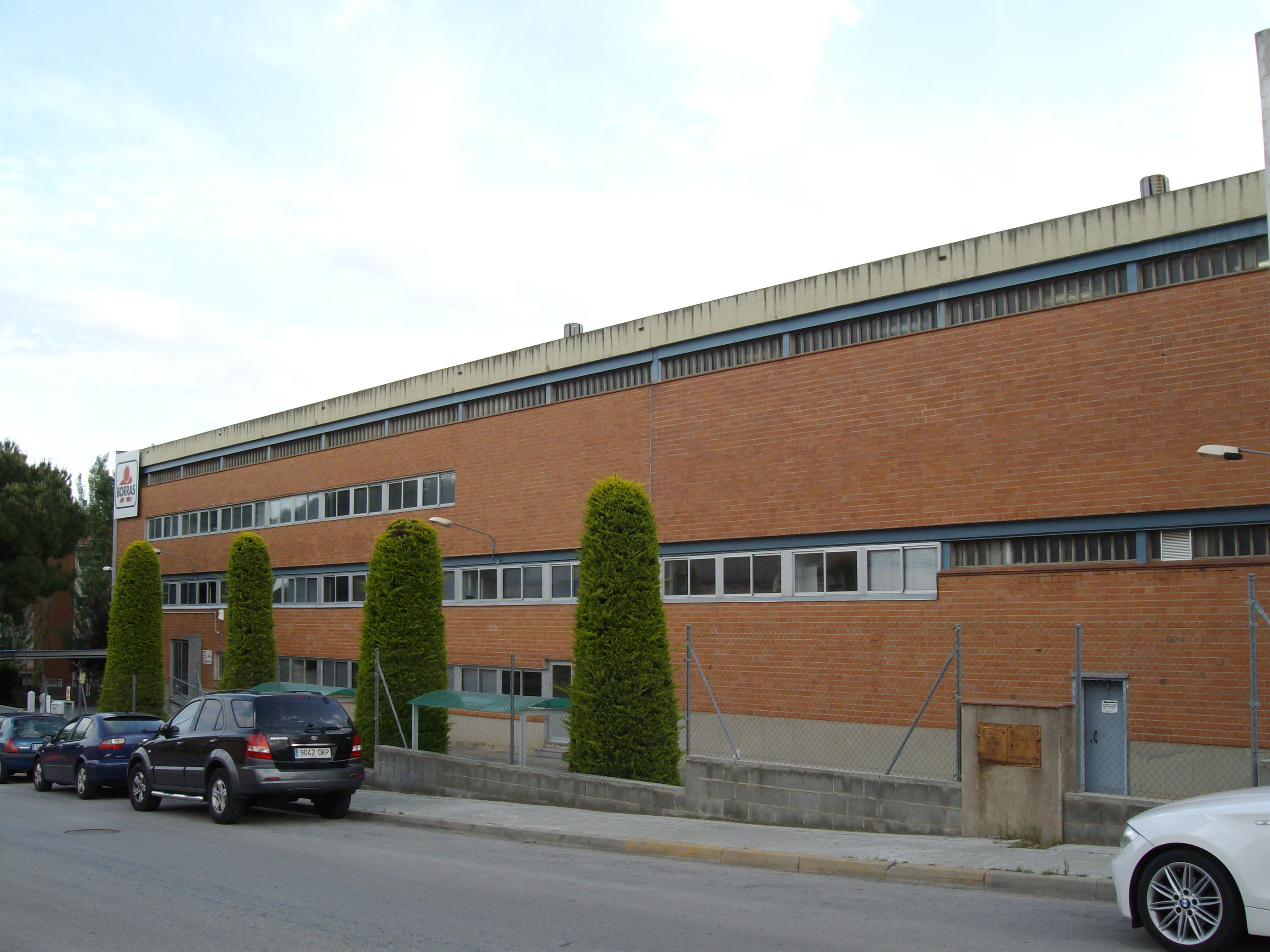
Fábrica de Educa Borrás.

Educa Borrás es una empresa juguetera española, afincada en San Quirico de Tarrasa, en la provincia de Barcelona, una de las mayores empresas del sector en España.

## Historia
La empresa actual fue formada en 2001 tras la absorción de la empresa Educa Sallent (fundada en 1967) por parte de la empresa Borrás Plana (fundada, a su vez, en 1894).
Tras la fusión de 2001 Educa Borrás se ha convertido en la principal empresa juguetera, de rompecabezas y de juegos familiares en España. En 2009 ha facturado 25,77 millones de euros.

## Productos
La empresa basa su línea de productos principalmente en la elaboración de rompecabezas y juegos de mesa. Se compone de las siguientes marcas: Educa (rompecabezas y juegos educativos), Borràs (juegos de mesa y de magia) y TENTE (juegos de construcción).